# مقاطعة فيلبس (نبراسكا)
مقاطعة فيلبس (بالإنجليزية: Phelps County)‏ هي إحدى مقاطعات ولاية نبراسكا في الولايات المتحدة الأمريكية.